# Walendów
Walendów – wieś sołecka w Polsce położona w województwie mazowieckim, w powiecie pruszkowskim, w gminie Nadarzyn. Leży nad rzeką Utratą.
Wieś szlachecka Walentowo położona była w drugiej połowie XVI wieku w powiecie błońskim ziemi warszawskiej województwa mazowieckiego. W latach 1975–1998 miejscowość administracyjnie należała do województwa warszawskiego. Na terenie wsi znajduje się kilkanaście zbiorników wodnych (m.in. Staw Oborowy, Staw Młyński).

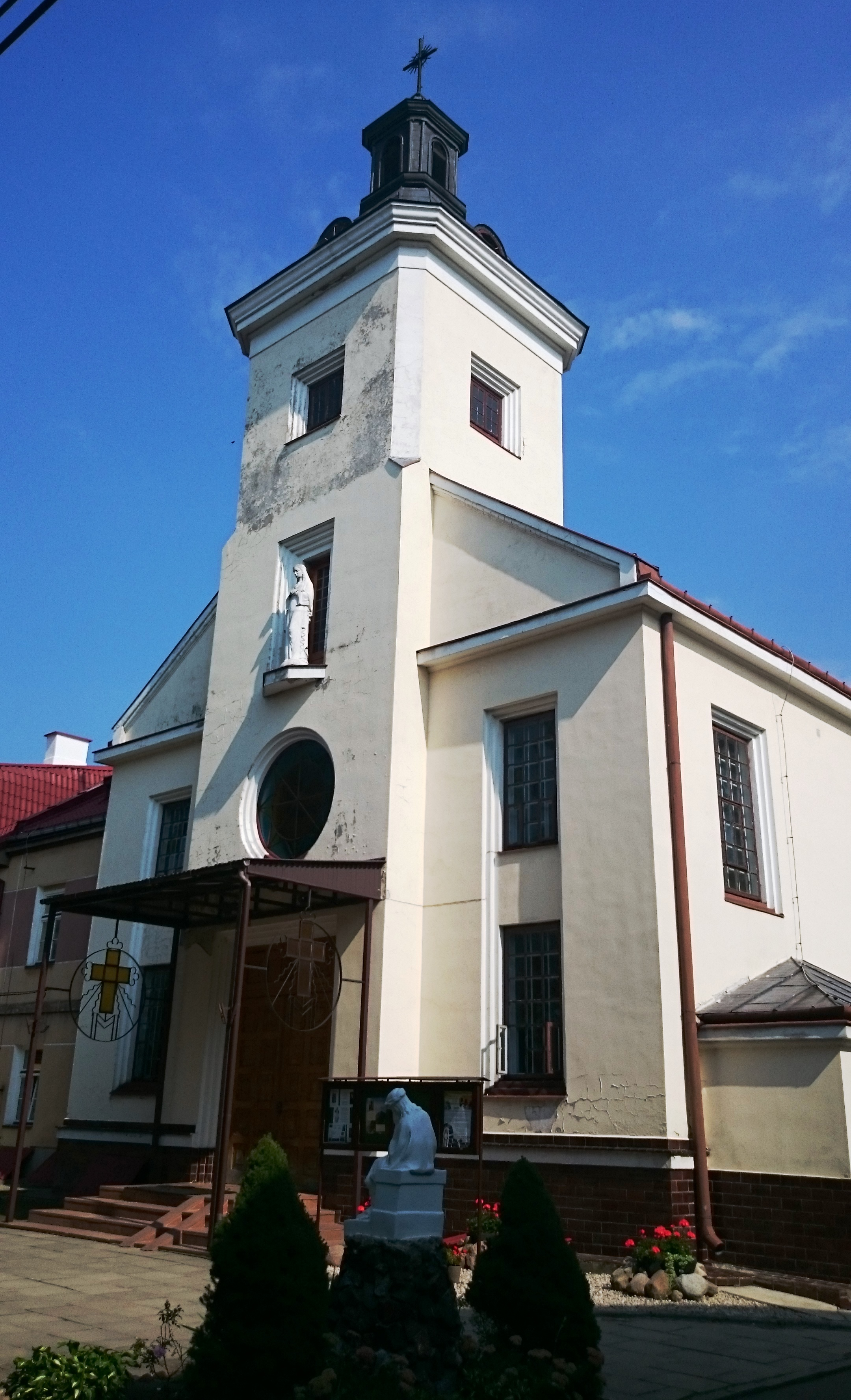
Wejście do kościoła klasztoru Zgromadzenia Sióstr Matki Bożej Miłosierdzia w Walendowie

W Walendowie siostry ze Zgromadzenia Sióstr Matki Bożej Miłosierdzia posiadają od roku 1913 swoją placówkę zakonną, w której obecnie prowadzą dom dziecka. W klasztorze tym w listopadzie 1932 przebywała św. Faustyna Kowalska, odbywając ośmiodniowe rekolekcje przed rozpoczęciem trzeciej probacji. Do tego samego domu zakonnego trafiła ponownie w marcu 1936.